# ディバイザー
株式会社ディバイザー（英: DEVISER CO., LTD.）は、長野県松本市に本社を置くギターやベースを中心とする日本の楽器製造メーカー。
製造楽器や製造コンセプト別に「バッカス」や「ヘッドウェイ」など様々なブランド名で販売している。
1977年に創立されヘッドウェイ株式会社を引き継ぐ形で設立されたメーカーであり、林木工所（1970年代まで存在したフジゲンの下請会社）の元ギター職人である百瀬恭夫を擁する会社である。
現在、ムーンやPGM、楽器店フーチーズのクルーズなどの楽器も下請け製造している。

## 沿革
- 1975年　東京都新宿区の楽器卸売商社『クロス楽器』は、自社が発売するフォークギター「ライダー(Rider)」の製造を、長野県松本市のメーカー林木工所の『林ギター製作所』に依頼。クロス楽器の代表者であった八塚恵は、当時林ギターの社員職人であった百瀬恭夫の技量に感銘を受ける。
- 1977年　八塚恵は百瀬ら数人の職人をヘッドハンティングし独立させ、『ヘッドウェイ株式会社』を設立。クロス楽器はヘッドウェイの販売業務を行い、同年年末に試作したフォークギターが翌年初頭に完売したことから、正式に生産を開始する。
- 1983年　放火と思われる不審火により、ヘッドウェイ工場が全焼。当時フォークギターの売行きが低下していた時期だったこともあり、ヘッドウェイ株式会社は一時期休業状態となった。1ヶ月後、木工団地にある工場を借りエレキギターの生産を再開。半年後二子の木工団地に移転し本格的にエレキギター、エレキベースの生産を再開した。
- 1984年　クロス楽器とヘッドウェイを統合し、松本市に『株式会社ディバイザー』を設立する。これ以後1999年に至るまでエレキギターの製造・販売のみを行う。
- 1999年　フォークギター用の、良質なスプルース材を入手。これは1983年の火災の直前に、材木商に手付金を払って確保しておいたものの、その後の混乱で忘れられたままになっていたものであると言われる。八塚・百瀬らは、これを機に途絶えていたフォークギターの製造を復活させたいと考えるようになる。
- 2000年　再生産されたドレッドノート型フォークギター「HD-115」および「HD-110」の出荷が開始される。
- 2002年　ディバイザーが技術指導を行っていた中国国内の工場で生産されたフォークギターが、「ヘッドウェイ・ユニバース」ブランドの元で出荷が開始される。製造元の工場は、八塚恵が日本の円高に備え中国での委託製造を企画し、協力工場に技術指導を行ったことでクオリティの高い製品が販売できるようになった。
- 2004年　ヘッドウェイのカスタムショップ・設計部門として、子会社の有限会社飛鳥を設立し、ビルダーの八塚悟が代表となる。
- 2008年  4月に、フィリピン国内に製造部門子会社『キーズ・ハンドメード・ギターズ』
- 2012年　5月、カビテに移転し会社名も『AI MUSIC.CO.LTD』社名変更。社員数100名

## ブランド
| ブランド                            | 説明 |
| ----------------------------------- | --- |
| バッカス（Bacchus)                  | ディバイザーがメインで手がけているエレキギター/エレキベースブランド。グローバルシリーズでは、自社のフィリピン工場、ユニバースシリーズ などでは中国の企業に外注し製造されている。 |
| ヘッドウェイ (Headway)              | ディバイザーのアコースティックギターブランド。 |
| モモセ(Momose)                      | 元林木工所のビルダーである百瀬恭夫が監修/制作を行うギターブランド。 |
| セブンティ・セブン(Seventy Seven)   | ディバイザーのセミアコースティックギターのブランド。 |
| STR                                 | チーフビルダーであり、子会社の有限会社飛鳥の代表である八塚悟が監修/制作を行うベースブランド。                                                                                    |
| マブハイ・ウクレレ(Mabuhay Ukulele) | ディバイザーのウクレレブランド。 |